# Comuna Rucăr, Argeș
Rucăr este o comună în județul Argeș, Muntenia, România, formată din satele Rucăr (reședința) și Sătic.

## Geografie

Harta comunei

### Așezare
Comuna se află în nord-estul județului, la limita cu județul Brașov, în Munții Făgăraș și pe cursul superior al Dâmboviței și al afluentului acesteia, Râușorul. Este străbătută de șoseaua națională DN73, care leagă Piteștiul de Brașov.

### Relieful
Comuna Rucăr este situată la contactul a cinci unități de relief, Munții Iezer-Păpușa, Munții Făgăraș, Munții Piatra Craiului, Munții Leaota și Culoarul Bran - Rucăr - Dragoslavele. La contactul dintre culmile vestice ale Munților Iezer - Păpușa și Culoarul Bran - Rucăr - Dragoslavele s-a dezvoltat, depresiunea tectono erozivă Rucăr, care este străbătută de Râușor și afluenții săi, și de Roghina.
Culmile aflate pe teritoriul comunei Rucăr sunt:
Depresiunile și micro depresiunile aflate pe culoare de văi în comuna Rucăr sunt:
- Depresiunea Rucăr pe Dâmbovița.
- Depresiunea Sătic cu doua bazinete depresionare, pe Dâmbovița.
- Depresiunea Râușor pe valea omonimă.

### Hidrografia
Rețeaua hidrografică aferentă comunei Rucăr este variată. Toate râurile sunt tributare Dâmboviței sau Râușorului, care se varsă la Rucăr în Dâmbovița.
Râușor ul izvorăște de sub vârful Păpușa are o lungime de 16 km și în cursul său străbate depresiuena Râușor situtată între văile Strâmbului și Oarzănii, iar râurile ce le străbat sunt afluenți de dreapta ai Râușorului. Afluenții de dreapta ai Râușorului sunt: Valea Bugheanului = 1,700 km lungime; Pârâul Râului 3,325 km lungime; Valea Mâra 2,750 km; Valea Strâbului 2,800 km; Valea Porcului 2,925 km; Valea Râsului 1,925 km; Cârmăzanul 1,175 km; Cârmăzănelul 2,125 km Frăsinetul 1,125 km; Valea lui Maldăr 4,025 km care împreună cu afluenții săi Valea lupilor și Valea Iezerului însumează 8,575 km Valea lui Andreiaș 3,525 km; Valea Dăii 475 m; Podișorul 1,425 km. Pe partea stângă Valea Purcărețului 1,350 km; Valea Zârnii 700 m ; Valea Lupului 1,250 km; Valea Negrilor 1,750 km; Valea Dârstei 1,225 km; Valea Mătușii 1,000 km; Valea Preotului 2,375 km; ea are ca afluenți Valea Pițigăii și Valea Pleșii; Valea Poenii 725 m; Valea la Topile 1,075 km. (Mihai Dumitrescu 1998 Bazinul Râușorului Studiu geografic complex, lucrare de licență)

## Istorie
La sfârșitul secolului al XIX-lea, comuna făcea parte din plaiul Dâmbovița al județului Muscel și era formată din satele Rucăr și Dâmbovicioara. În comună funcționau mai multe mori și fierăstraie, o fabrică de var, una de ploști, trei biserici, o școală de băieți cu 177 de elevi și una de fete cu 135 de eleve. Anuarul Socec din 1925 o consemnează în aceeași plasă, având 4862 de locuitori în satele Rucăr, Dâmbovicioara, Podul Dâmboviței și Ciocan. În 1931, satele Dâmbovicioara și Ciocanu s-au separat pentru a forma comuna Dâmbovicioara.
În 1950, comuna a fost arondată raionului Muscel din regiunea Argeș. În 1968, a trecut la județul Argeș; tot atunci, satul Podul Dâmboviței a trecut și el la comuna Dâmbovicioara, comuna Rucăr căpătând structura actuală.

## Monumente istorice
În comuna Rucăr se află unsprezece monumente istorice de interes național. Unul este situl arheologic Castellum (începutul secolului al II-lea e.n., epoca romană). Alte două sunt monumentele istorice de arhitectură biserica „Sf. Mucenici Gheorghe și Dumitru” - Suseni (1780); și dârsta cu pivă (mijlocul secolului al XIX-lea). Alte opt sunt monumentele memoriale sau funerare reprezentate de cruci de piatră: „a Bastii” (1671); alta din 1723; una din 1614; una din perioada 1669–1672; crucea „Olteanu” (1735); o cruce din 1710; una din 1678–1688; și „crucea Lăncii” (1613–1614).
În rest, alte două obiective din comună sunt incluse în lista monumentelor istorice din județul Argeș ca monumente de interes local, ambele clasificate ca monumente istorice de arhitectură: casa Arsulescu (sfârșitul secolului al XIX-lea) și casa de lemn Țuluca Năstase (dinainte de 1955).

## Demografie
Componența etnică a comunei Rucăr
     Români (87,85%)
     Alte etnii (0,48%)
     Necunoscută (11,68%)
Componența confesională a comunei Rucăr
     Ortodocși (80,89%)
     Creștini după evanghelie (4,98%)
     Alte religii (1,92%)
     Necunoscută (12,21%)
Conform recensământului efectuat în 2021, populația comunei Rucăr se ridică la 5.259 de locuitori, în scădere față de recensământul anterior din 2011, când fuseseră înregistrați 5.752 de locuitori. Majoritatea locuitorilor sunt români (87,85%), iar pentru 11,68% nu se cunoaște apartenența etnică. Din punct de vedere confesional, majoritatea locuitorilor sunt ortodocși (80,89%), cu o minoritate de creștini după evanghelie (4,98%), iar pentru 12,21% nu se cunoaște apartenența confesională.

## Politică și administrație
Comuna Rucăr este administrată de un primar și un consiliu local compus din 15 consilieri. Primarul, Ion Pîrnuță[*], de la Partidul Național Liberal, este în funcție din 1 noiembrie 2024. Începând cu alegerile locale din 2024, consiliul local are următoarea componență pe partide politice:
|  | Partid                    | Consilieri | Componența Consiliului | Componența Consiliului | Componența Consiliului | Componența Consiliului | Componența Consiliului |
|  | ------------------------- | ---------- | ---------------------- | ---------------------- | ---------------------- | ---------------------- | ---------------------- |
|  | Partidul Național Liberal | 5          |                        |                        |                        |                        |                        |
|  | Partidul Social Democrat  | 4          |                        |                        |                        |                        |                        |
|  | Uniunea Salvați România   | 4          |                        |                        |                        |                        |                        |
|  | Partidul PRO România      | 1          |                        |                        |                        |                        |                        |
|  | Avram Bogdan-Mihai        | 1          |                        |                        |                        |                        |                        |

## Personalități locale
- Dinitrie Băjan (1871 - 1950), paleograf, istoric, publicist; organizează un muzeu de istorie în casa sa din Rucăr, cu documente și obiecte inedite, descoperite în situri arheologice la Stoenești, Cetățeni, Rucăr, Dâmbovicioara.
- Dimitrie Anastasescu (1877 - 1960), inginer silvic; inginer șef la ocoalele silvice: Mihăești, Horezu, Nucet, Babadag; inspector general al Consiliului Silvic București (1919-1924); consilier administrator la Casa Pădurilor din România; președinte al Obștei moșnenilor rucăreni (1934-1948).
- Mihail Lungianu (n. 13 decembrie 1879, Rucăr, Argeș, România – d. 21 ianuarie 1966, București, RS România) a fost un prozator român, reprezentant al sămănătorismului.
- Victor Slăvescu (1891 - 1977), economist, om politic, ministru de finanțe, membru titular al Academiei Române.
- Ion Barbu (născut Dan Barbilian; n. 19 martie 1895, Rucăr, Regatul României – d. 11 august 1961, București) a fost un poet și matematician român. Ca matematician este cunoscut sub numele Dan Barbilian. A fost unul dintre cei mai importanți poeți români interbelici, reprezentant al modernismului literar românesc.
- Dimitrie Anastase (născut: Anastasescu)[13]  (1909 - 1984), sculptor, emigrat în Franța, distins cu Cavaler al Ordinului Artelor și Literelor.
- Gheorghe Pârnuță (1915 - 2009), profesor universitar doctor în științele istorice, membru de onoare al Academiei Oamenilor de Stiinta;
- Corneliu Răuță (1928 - 1998), om de știință, specializat în pedologie și agrochimie.
- Ion Muțiu (n. 8 octombrie 1929, Rucăr, Regatul României - d. 19 octombrie 2015, București), arhitect și scriitor. S-a născut în Rucăr, căruia i-a dedicat majoritatea scrierilor sale, unele dintre ele revelatoare pentru creionarea satului și a personajelor lui ori a graiului local: Dibăcie și cârcală la Rucăr (2004), Rucărul în Noua Europă (2010), Rucăr grai și joacă - bazaconii. Tălmăciri - Scurt de vorbă, Năstimuri (2011).
- Ion Ochi (n. 2 martie 1964) este un fost deputat român, ales în 2012 din partea Partidului Social Democrat. Mandatul său a încetat pe 1 septembrie 2015 în urma demisiei.
- Daniel Coriu (n. 6 septembrie 1965), PROFESOR de Hematologie, Sef Disciplina Hematologie Fundeni, Departament 8, Facultatea de Medicina Generala, Universitatea de Medicina si Farmacie „Carol Davila” – Bucuresti  Director Centrul de Hematologie si Transplant Medular, Institutul Clinic Fundeni.
- Elena Alina Rovină (Posedaru) (n. 16 septembrie 1972), Doctor în Horticultură (2004, Universitatea de Științe Agricole și Medicină Veterinară a Banatului Timișoara); cercetător științific, autor al mai multor lucrări de specialitate.
- Avram Laurentia Georgeta, (Moiceanu), 17 noiembrie 1974, Doctor în economie 2016 Academia Romana, autor al mai multor lucrări de specialitate
- Dan Nistor (n. 5 iunie 1988) este un fotbalist român, care joacă pentru U Craiova. De-a lungul carierei, a fost vicecampion al României în anul 2013.
- Ileana Șipoteanu (n. 22 iulie 1967) este o cântăreață de muzică ușoară din România. A avut multe apariții de succes pe canalele românești de radio și televiziune și peste 100 de cântece înregistrate, prezentă fiind în concerte sau spectacole de revistă ale mai multor teatre muzicale.